# Le Petit Duc (bande dessinée)
 (avril 2018).
Pour les articles homonymes, voir Le Petit Duc.
Le Petit Duc est une bande dessinée en noir et blanc de l'Italien Devi (Antonio de Vita, né à Tropea en 1923, mort en 2016). Ses 65 épisodes de 32 planches ont été publiés aux Éditions Lug de 1955 à 1961 dans les 69 premiers numéros de la revue petit format Kiwi. Le héros de la série, est Mirko, dit « Le Petit Duc ».
Les images présentent des décors fantastiques en noir et blanc (sans nuance) : paysages et bâtiments bizarres et surdimensionnés… et des personnages beaux ou inquiétants aux traits quasiment expressionnistes…
En 1980, les Éditions Horus ont publié deux albums qui reprennent les premiers épisodes du « petit Duc ».
Le premier intitulé « Le Loup de Turgel » est correspondant aux cinq premiers numéros de Kiwi, et est précédé d’une préface où Gérard et Tania Thomassian écrivent : « Par ses visages au regard d’aigle dont l’acuité fait presque peur, par sa démesure dans les décors et les mouvements, les ombres fantomatiques, les ciels d’encre, un trait d’une extrême finesse, Devi dévoile un style, d’une très haute virtuosité et d’un baroque étourdissant, dont vingt années n’altèrent en rien le pouvoir de fascination. » Le deuxième album, intitulé « Poursuite au Kalistan » fournit les cinq épisodes suivants correspondant aux numéros 6 à 10 de Kiwi.
Une autre réédition, incomplète, est due aux éditions Semic : 43 épisodes dans Kiwi du no 540 d'avril 2000 au no 582 de décembre 2003.

### Documentation
- Évariste Blanchet, « Le Petit Duc », Critix, no 12,‎ été 2001, p. 13-22.
- Jean-Yves Guerre, Le Mystère Devi... dévoilé, auto-édition, 2002.